# Цацкин, Эмиль Васильевич
Эми́ль Васи́льевич Ца́цкин (3 июня 1975, Ленинград) — российский футболист, нападающий и полузащитник.

## Карьера
Профессиональную карьеру начал в 1992 году в выступавшем во второй лиге фарм-клубе «Ростсельмаша», где играл до 1993 года, проведя за это время 54 матча и забив 10 мячей в лиге, одну игру провёл в Кубке России. В 1994 году пополнил ряды игравшего в третьей лиге сулинского «Металлурга», в котором выступал до июля 1995 года, проведя за это время 46 матчей, в которых забил 15 мячей, в первенстве и 5 матчей, в которых забил 4 гола, в сезонах Кубка 1994/95 и 1995/96, после чего перешёл в таганрогское «Торпедо», где и доиграл сезон, проведя 10 матчей и забив 4 мяча.
В 1996 году перешёл в «Ротор», в составе которого дебютировал в высшей лиге, проведя в чемпионате три матча за основной состав, в том сезоне «Ротор» стал бронзовым призёром чемпионата. Сыграл один матч, выйдя на замену на 87-й минуте, в 1/4 финала Кубка России 1995/96, в котором «Ротор» дошёл до полуфинала. Провёл три матча и забил один гол за фарм-клуб команды. В мае покинул команду, с июля выступал в составе «Ростсельмаша», за который провёл 6 матчей в чемпионате, одну игру в Кубке и 5 встреч, в которых забил один гол, за дублирующий состав команды в третьей лиге.
В 1997 году на правах полугодовой аренды перешёл в пятигорскую «Энергию», в составе которой выступал до июля, проведя за это время 16 матчей и забив 4 гола в первенстве, две встречи сыграв в Кубке, после чего в августе пополнил ряды ставропольского «Динамо», за которое в том сезоне провёл 8 матчей и забил два гола в первенстве, сыграл две встречи и забил один гол в розыгрыше Кубка России 1997/98, провёл 4 матча и забил три гола за дубль команды, игравший в третьей лиге. В «Динамо» мог оказаться с самого начала сезона, однако тогда руководство клуба не смогло договориться с «Ростсельмашем» по вопросу финансовой компенсации за переход игрока. В сезонах 1998 и 1999 годов сыграл, соответственно, 29 (1 гол) и 32 (6 голов) матча в первенстве и по три матча провёл в сезонах Кубка России 1998/99 и 1999/00 (в этом розыгрыше отметился голом).
В 2000 году перешёл в «Кубань», провёл в том сезоне 35 матчей, забил 14 голов, благодаря чему стал лучшим бомбардиром клуба в сезоне, и вместе с командой стал победителем зоны «Юг» второго дивизиона. Сыграл и в обоих матчах финальной серии за право выхода в первый дивизион против саранской «Светотехники». Сыграл в том году 5 встреч и забил 4 мяча в Кубке страны. В сезонах 2001 и 2002 годов в каждом сыграл по 25 матчей и забил 8 и 2 мяча соответственно, кроме того, провёл по два матча в сезонах Кубка России 2001/02 и 2002/03.
Сезон 2003 года начал в астраханском клубе «Волгарь-Газпром», в составе которого находился до 4 августа, сыграв за это время 23 матча и забив 5 мячей, после чего перешёл во владивостокский клуб «Луч-Энергия», где и доиграл сезон, проведя 12 встреч, забив 3 гола и став, вместе с командой, победителем зоны «Восток» второго дивизиона. В следующем сезоне провёл за «Луч» 19 матчей, в которых забил 2 гола, после чего, ввиду взаимного отсутствия желания продлевать контракт, покинул клуб. В 2005 году играл на любительском уровне за краснодарский «Вымпел», до лета оставался вне профессионального футбола, 4 августа был дозаявлен в состав липецкого «Металлурга», в котором и доиграл сезон, проведя 7 матчей и забив 1 гол. В 2006 году переехал в Казахстан, в клуб «Окжетпес», за который сыграл 5 матчей и забил 1 гол в домашнем матче против клуба «Кайсар». После сезона в Казахстане завершил профессиональную карьеру, вернулся на Кубань, где затем играл за любительские клубы города и края «Азовец» Приморско-Ахтарск (2007), «Дружба» Выселки (2007), «ГНС-Спартак» Краснодар (2008), «Юбилейный» Краснодар (2008—2012).

## Достижения
«Ротор»
- Бронзовый призёр чемпионата России (1): 1996
- Полуфиналист Кубка России (1): 1995/96